# Baliomydas cubana
Baliomydas cubana är en tvåvingeart som först beskrevs av Charles Howard Curran 1951.  Baliomydas cubana ingår i släktet Baliomydas och familjen Mydidae. Inga underarter finns listade i Catalogue of Life.